# HD64180

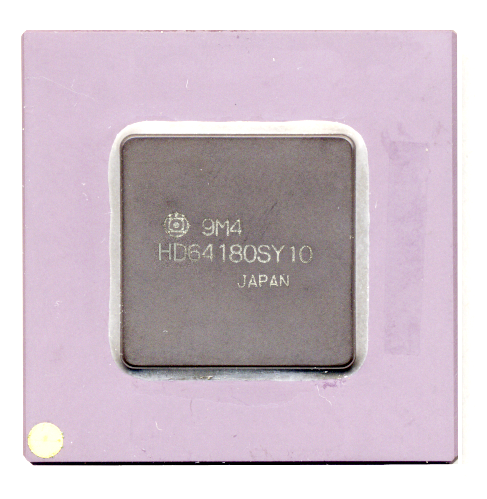
Hitachi HD64180

El HD64180 es un microprocesador para sistemas embebidos, basado en el Zilog Z80 y desarrollado por Hitachi, que lo dotó de una unidad de gestión de memoria (MMU). Salió a la venta en 1985. El Hitachi HD64180 «Super Z80» fue posteriormente licenciado a Zilog y vendido como el Z64180, y también se comercializó bajo la designación Zilog Z180 (esta última versión incluía algunas mejoras del diseño original).

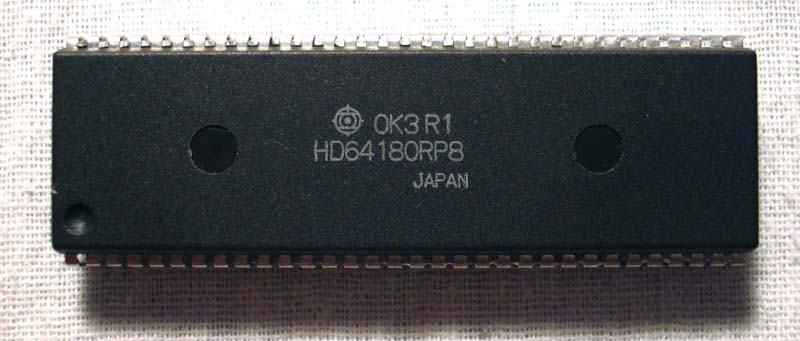
Hitachi HD64180 con encapsulado DIP64

Los computadores CP/M Micromint SB180 y SemiDisk Systems DT42, y los Olivetti CWP 1 y ETV 210 (que también usan CP/M 2.2 residente en ROM) estaban basados en el Hitachi HD64180.

## Características
Posee las siguientes características:
- Unidad de gestión de memoria (MMU) que soporta hasta 512 kB de memoria y 64 kB de espacio de E/S.
- Agrega 12 nuevas instrucciones.
- Controlador de acceso directo a memoria (DMAC) de dos canales.
- Generador de estados de espera programable.
- Refresco de DRAM programable.
- Asynchronous Serial Communication Interface (ASCI, interfaz de comunicación serie asíncrona) de dos canales.
- Programmable Reload Timer (PRT) de 16 bits programable.
- Clocked Serial I/O Port (CSI/O) de un canal.
- Controlador vectorizado de interrupciones programable.